# Pierre Goguet
Pierre-Henri Goguet, né le 12 mai 1830 à Velluire et mort le 25 janvier 1886 à Saint-Maixent, est un notaire et homme politique français.

## Biographie
Goguet acheta une étude de notaire à Saint-Maixent, et fit, sous l'Empire, de l'opposition libérale. Conseiller municipal à Saint-Maixent, il fut nommé maire de la ville après le 4 septembre 1870, devint conseiller général de Saint-Maixent le 8 octobre 1871, et présida le conseil général en 1882. 
Révoqué de ses fonctions de maire à la chute de Thiers (24 mai 1873), il fut réintégré après le renversement du cabinet du Seize-Mai, et exerça ces fonctions jusqu'en 1882. Ce fut sous son administration que fut organisée l'École des sous-officiers, et que fut érigée la statue du colonel Denfert-Rochereau. 
Le 8 janvier 1882, il fut élu sénateur des Deux-Sèvres par 247 voix sur 424 votants ; il donna alors sa démission de maire, vendit son étude, et fut nommé notaire honoraire. À la Chambre haute, il prit place à gauche, vota avec la majorité républicaine pour les crédits du Tonkin, pour les lois militaires et scolaires, pour la suppression de l'inamovibilité de la magistrature, et s'abstint sur le divorce. Réélu conseiller général le 12 août 1883, il mourut à Saint-Maixent, au commencement de 1886, et eut pour successeur au Sénat François Garran de Balzan.

## Sources
- « Pierre Goguet », dans Adolphe Robert et Gaston Cougny, Dictionnaire des parlementaires français, Edgar Bourloton, 1889-1891 [détail de l’édition]